# Убити птицу ругалицу
Убити птицу ругалицу (енгл. To Kill a Mockingbird) је роман америчке књижевнице Харпер Ли, који је објављен 1960. На подручју Србије познат је и под преводом Као да убијеш дрозда. Књига је након изласка наишла на изврстан пријем код читалаца, али и код књижевних критичара, о чему сведочи Пулицерова награда 1961. Роман приповеда о девојчици Џин-Луиз Финч, познатој као Скаут, њеном брату Џему, и њиховом другу Дилу, који живећи у градићу на југу САД-а, са великим интересовањем прате судски процес у којем њихов отац као адвокат брани црнца оптуженог за наводно силовање белкиње. Радња се делимично темељи на аутобиографском представљању ауторкиног детињства, као и на догађају који се одиграо у близини њеног града 1936, када је имала 10 година.
Роман је запажен по својој топлини и благом хумору, иако су у његовом фокусу озбиљне теме попут силовања, расне и класне сегрегације, равноправности полова и утицаја моралних норми на слободу појединца. Лик Атикуса генерацијама адвоката и других читалаца служи као узор човека од интегритета и савесног заступника правде. Књижевни критичар Џозеф Креспино објашњава утицај романа овим речима: У 20. веку, „Убити птицу ругалицу“ је вероватно најчитанија књига која говори о раси у Америци, а њен протагонист Атикус Финч је најтрајнија прозна представа јунаштва усмереног против расизма. Едгар Х. Шустер истиче да достигнуће Харпер Ли не лежи у томе што је написала још један роман о расизму, већ у томе што је расне предрасуде приказала кроз перспективу која нам омогућава да их сагледамо на ширем плану; као нешто што се услед страха и незнања уздиже из имагинарног контакта; и коначно као нешто што ишчезава са знањем и образовањем, које појединац стиче кроз упознавање људи.
Жанровски се роман одређује као јужњачка готика и као образовни роман. Књига је део школске лектире у САД са образовним и васпитним циљем развијања толеранције и умањења предрасуда. Упркос теми коју обрађује, јављале су се и одређене скупине захтевајући избацивање романа из школског програма, јер су у тексту присутни изрази за црнце који се данас сматрају увредљивим и политички некоректним.
С обзиром на велик број проданих примерака и на његову присутност у образовном систему, роман је релативно ретко био предмет књижевних анализа. Ауторка Мери Макдона Марфи, која је прикупила утиске неколико аутора и јавних личности о роману, назвала га је "задивљујућим феноменом". Године 2006. британски библиотекари рангирали су Убити птицу ругалицу изнад Библије као једну од "оних књига коју сваки одрастао човек мора прочитати пре смрти". Књига је адаптирана у истоимени филм 1962, који је режирао Роберт Малиган, сценарио написао Хортон Фут, док је улогу Атикуса тумачио Грегори Пек. Од 1990. представа темељена на роману изводи се сваке године у Лиином родном граду, Монровилу. Дуже од педесет година то је био једини објављени роман ове ауторке, да би 2015. изашла књига Иди и постави Стражара, у којој се радња одиграва десет година након догађаја описаних у Ругалици.

## Издавање књиге
Након што јој је уредник издавачке куће Џ. Б. Липинкот 1957. саветовао да да отказ у авионској компанији и усредсреди се на књижевност, Хапер Ли се вредно посветила писању свог првенца. Прво је написала роман Иди и постави стражара који говори о двадесетогодишњој девојци Скаут, која се враћа у свој родни град да посети оца Атикуса. Уреднику се роман није допао, те јој је саветовао да га преради на тај начин што ће издвојити из фабуле сећања главне јунакиње на детињство, а затим да те одломке прошири у самостални роман. Из ове прераде настала је књига Убити птицу ругалицу. Прва верзија, Иди и постави стражара, ипак је на крају објављена 2015, педесет пет година након објављивања Ругалице, као њен својеврсни наставак.
Роман Убити птицу ругалицу је објављен 11. јула 1960, након што га је Ли писала и преправљала две и по године. Првобитни наслов је био Атикус, али га је преименовала непосредно пре објављивања. Издавачка кућа није очекивала већи успех и зараду од продаје, очекујући у најбољем случају да ће продати неколико хиљада примерака. Велика очекивања није имала ни ауторка. Никада нисам очекивала неки успех са „Ругалицом“, изјавила је Харпер Ли 1964 док се присећала овог периода, очекивала сам брзу и безболну смрт од стране књижевних критичара, али сам се истовремено надала да ће се некоме допасти толико да ме бар охрабри. Јавно охрабри. Надала сам се малом, а добила сам много, и на неки начин то је било подједнако застрашујуће као и брза, безболна смрт коју сам очекивала. Од тренутка када је издана, ова књига никада није била повучена са полица књижара. 

## Мотив птица певачица у роману
Мотив птица певачица се појављује на више места у роману (презиме главних јунака Финч је такође англосаксонски назив за зебе). Птица ругалица (енг. Mockingbird) је северноамеричка птица певачица која се храни семењем, позната по вештом и гласном имитирању песама других птица и уопште звукова из околине. Мотив птице ругалице се у роману појављује по први пут у сцени у којој Атикус поклања својој деци за Божић играчке ваздушне пушке и упозорава их да, иако се нико неће наљутити ако буду устрелили по коју крештаву плаву шојку, морају добро да запамте да птице ругалице не смеју да се дирају. Збуњеној деци њихова комшиница, госпођица Мауди, објашњава да је „велики грех убијати ругалице јер оне у својим маленим животима никада не повреде ни једно друго живо биће, већ нас све заједно усрећују певајући од срца по цели дан“. Смисао овог литерарног симбола лежи у паралели са непотребним и неоправданим насиљем које правосудни систем врши над брањеником Атикуса, црнцем Тимом Робинсоном, уништавајући све што је у њему невино и добронамерно. Харпер на више места у роману користи мотив птица певачица, онда када жели да нагласи неку моралну поуку.

## Капоте као инспирација за Дила
Према сопственим речима, Харпер је лик Дила, Жан-Луизиног вршњака из комшилука, базирала на Труману Капотеу, аутору романа Други гласови, друге собе, Доручак код Тифанија и Хладнокрвно убиство. Коментаришући њихово пријатељство, Труман је изјавио: „Господин и госпођа Ли живели су јако близу, а Харпер Ли ми је била најбољи пријатељ. Да ли сте читали њен роман Убити птицу ругалицу? Ја сам један од ликова у тој књизи чија се радња одвија у истом градићу у Албами где смо обоје одрасли. Њен отац је био адвокат, те смо она и ја стално одлазили на суђења када смо били деца. Ишли смо на суђења уместо у биоскоп“. Харпер и Труман су остали блиски пријатељи до његове смрти 1984.